# M-605
La M-605 es una carretera de la Red Local de la Comunidad de Madrid. Con una longitud de 5,1 km, une la autopista de circunvalación M-30 con El Pardo.

## Trayecto
Esta vía transcurre íntegramente por el término municipal de Madrid. Inicia su recorrido en el Nudo de la Zarzuela, y atraviesa el Monte de El Pardo hasta llegar a la población.
Fue la primera carretera autonómica de la Comunidad de Madrid en estrenar la señalización Vía M, la cual perdura hasta nuestros días.

## Tráfico
Según las estadísticas de tráfico, en 2023 la intensidad media diaria alcanzaba la cifra de aproximadamente 9215 vehículos diarios, con un 7,14 % de tráfico de camiones.